# Requiem für Metin Altıok
Requiem für Metin Altıok ist ein Oratorium von Fazıl Say aus dem Jahr 2003 für den mit ihm befreundeten Dichter Metin Altıok, der 1993 mit 34 weiteren Künstlern bei einem Anschlag durch Islamisten in Sivas verbrannte.

## Uraufführung
Die Uraufführung fand 2003 beim Istanbul-Festival vor 5000 Zuhörern statt.

## Reaktionen
Das Ministerium für Kultur und Tourismus der Türkei (Kültür ve Turizm Bakanı) gab laut Spiegel in Absprache mit Ministerpräsident Erdoğan das Statement „Wir wollen daran nicht erinnert werden“ heraus. Das Stück wurde zwar aufgeführt, allerdings um den Satz gekürzt, in dem Say an die Opfer erinnert hatte. Fernsehbilder des Brandanschlags, die der Künstler in die Aufführung integrieren wollte, durften nicht gezeigt werden. Eine geplante Aufführung zur Eröffnung der Frankfurter Buchmesse 2008 wurde nach Interventionen Erdoğans und des türkischen Kulturministeriums abgesagt.

## Einzelbelege
1. ↑  Antje Harders: „Werde ich noch Beethoven spielen können?“ In: Spiegel Special vom 30. September 2008. Nr. 6, 2008.
2. ↑  Helmut Peters: Türkischer Botschafter der Klassik. In: welt.de. 15. Februar 2009, abgerufen am 7. Februar 2017.